# 0386

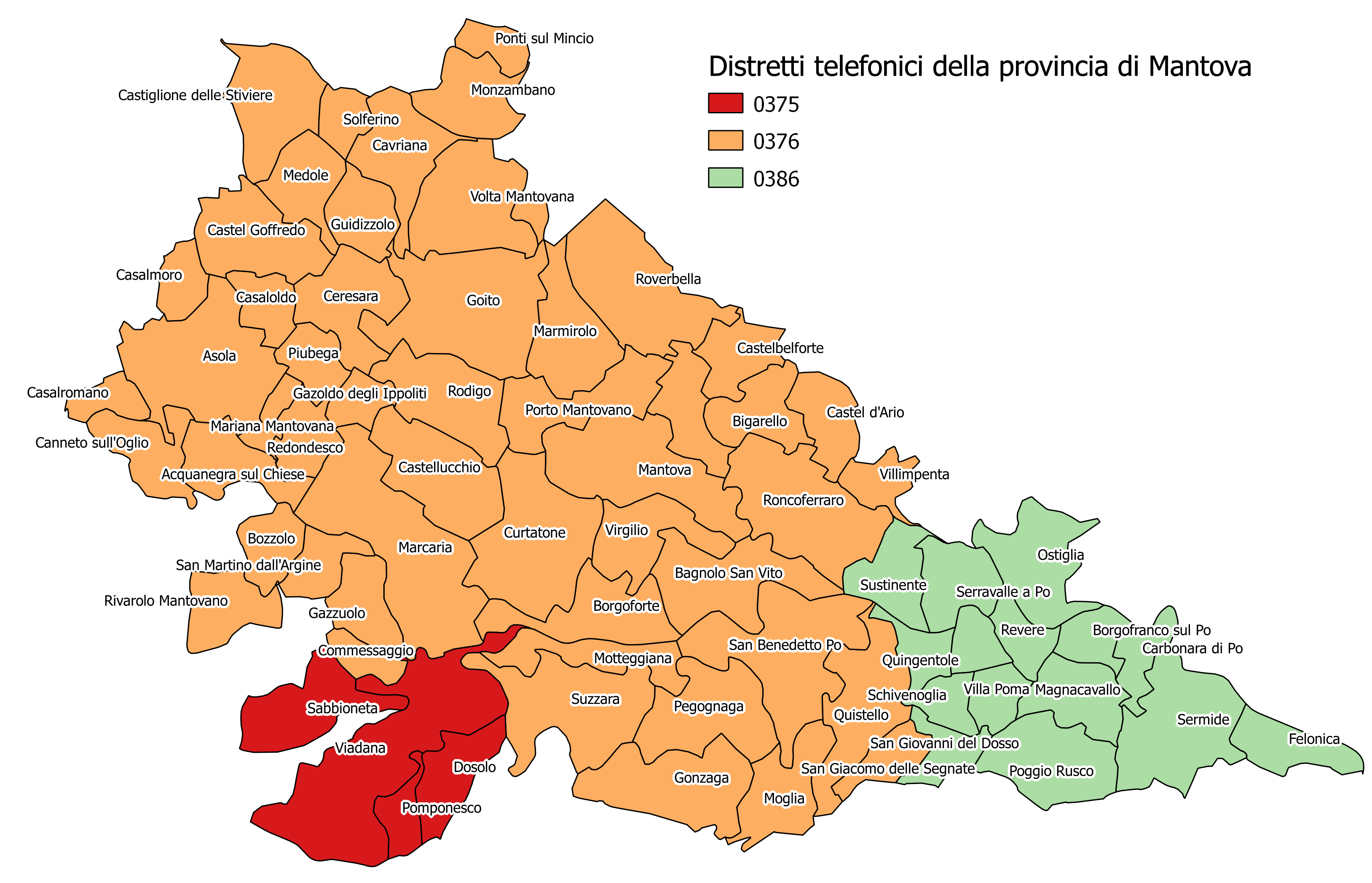
Mappa dei prefissi telefonici nella provincia di Mantova

0386 è il prefisso telefonico del distretto di Ostiglia, appartenente al compartimento di Mantova.
Il distretto comprende la parte orientale della provincia di Mantova. Confina con i distretti di Legnago (0442) a nord, di Rovigo (0425) a est, di Ferrara (0532) e di Mirandola (0535) a sud e di Mantova (0376) a ovest.

## Aree locali e comuni
Il distretto di Ostiglia comprende 11 comuni compresi in 1 area locale, nata dall'aggregazione dei 2 preesistenti settori di Ostiglia e Sermide: Borgocarbonara, Borgo Mantovano, Magnacavallo, Ostiglia,  Poggio Rusco, Quingentole, San Giovanni del Dosso, Schivenoglia, Sermide e Felonica, Serravalle a Po e Sustinente.